# Macherla
Macherla è una suddivisione dell'India, classificata come municipality, di 49.113 abitanti, situata nel distretto di Guntur, nello stato federato dell'Andhra Pradesh. In base al numero di abitanti la città rientra nella classe III (da 20.000 a 49.999 persone).

## Geografia fisica
La città è situata a 16° 28' 60 N e 79° 25' 60 E e ha un'altitudine di 135 m s.l.m..

## Società

### Evoluzione demografica
Al censimento del 2001 la popolazione di Macherla assommava a 49.113 persone, delle quali 24.744 maschi e 24.369 femmine. I bambini di età inferiore o uguale ai sei anni assommavano a 6.252, dei quali 3.227 maschi e 3.025 femmine. Infine, coloro che erano in grado di saper almeno leggere e scrivere erano 28.739, dei quali 16.805 maschi e 11.934 femmine.